# 티나이항
티나이항(Thị Nại Port)은 베트남 빈딘성에서 두 번째로 큰 항구다. 티나이항은 꾸이년시의 동쪽 끝에 있는 하이깡(해항이라는 뜻) 방에 있다. 2009년에는 티나이항에서 644톤의 물자를 취급하였는데, 이 중 113톤이 수출되고 3톤이 수입되었다.

## 역사
티나이항은 11세기부터 15세기 후반까지 참파 제일의 항구로 널리 여겨졌다. 이 시기에, 티나이항은 중국, 동남아시아 그리고 남서아시아 국가들 간의 무역에 중요한 역할을 했다. 티나이항은 또한 참파 지역의 무역 중심지였다.
베트남이 참파 왕국을 멸망시킨 후에도, 티나이항은 무역항으로서의 역할을 계속하였다. 떠이선 항쟁에 이어 티나이항은 해군 항구가 되었다.
20세기 중반, 남베트남 정부는 티나이항을 지원 해군 항구로 재건했다. 1975년 이후, 티나이항은 근년까지 해군 항구로 계속 사용되었다.